# Gerald R. Ford Presidential Museum
Le Musée présidentiel Gerald R. Ford (en anglais : Gerald R. Ford Presidential Museum) se trouve dans la ville de Grand Rapids (Michigan), que Gerald R. Ford représenta à la Chambre des représentants des États-Unis de 1949 à 1973. Il se trouve en centre-ville au 303 Pearl Street NW, près du campus de l'Université d'État de Grand Valley, sur la rive de la Grand River. Il ouvrit ses portes en septembre 1981. Contrairement aux autres musées et bibliothèques présidentiels, il existe deux bâtiments séparés : ainsi la Gerald R. Ford Presidential Library se trouve à Ann Arbor (Michigan), sur le campus de l'ancienne université de Gerald Ford, l'Université du Michigan. Après la mort de Ford le 26 décembre 2006, des milliers de personnes lui rendirent hommage sur les marches du musée. Son cercueil y fut exposé les 2 et 3 janvier 2007, puis son corps fut enterré dans le terrain du musée.

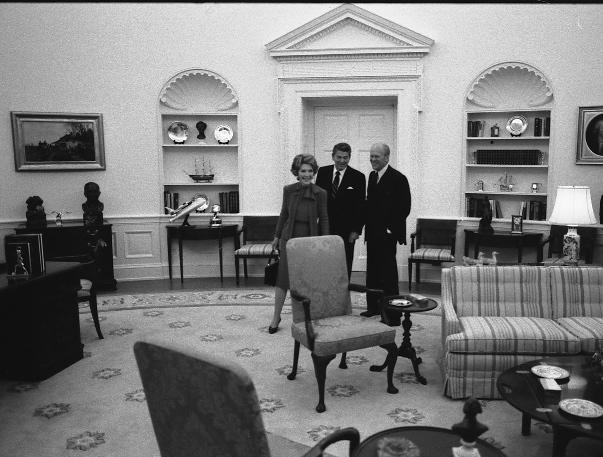
Le président Reagan et son épouse Nancy, accompagnés de Gérald Ford, visitent la réplique du bureau ovale en septembre 1981.

Comme dans d'autres bibliothèques ou musées présidentiels américains, le bureau ovale du temps de la présidence de Gérald Ford y a été reconstitué. 
Parmi les différents objets exposés dans le musée, figure l'arme qui a servi lors de la tentative d'assassinat de Gerald Ford à Sacramento en 1975. 